# Liste des sultans de Touggourt
Voici la liste des sultans de Touggourt, en Algérie.

## Sultans
- Après 1700-avant 1729 : Ali II
- Entre 1700 et 1729 : al-Mubarak
- Entre 1700 et 1729 : Ali III
- Entre 1700 et 1729 : Mustafa
- Entre 1700 et 1729 : Sulayman III
- Vers 1729 : Ahmad III
- Entre 1729 et 1756 : Muhammad Ier al-'Akhal
- Entre 1729 et 1756 : Ahmad IV
- Entre 1729 et 1756 : Farhat
- Entre 1729 et 1756 : Ibrahim
- Entre 1729 et 1756 : 'Abd al-Qadir Ier (première fois) et Ahmad V
- Entre 1729 et 1756 : Khalid
- Entre 1729 et 1756 : 'Abd al-Qadir Ier (deuxième fois)
- Entre 1729 et 1756 : 'Umar ag Bu-Kumetin
- Vers 1756 : Muhammad II
- Entre 1756 et 1792 : 'Umar II bin Muhammad
- Entre 1756 et 1792 : Ahmad VI
- Entre 1756 et 1792 : 'Abd al-Qadir II
- Après 1756-avant 1792 : Farhat II
- Vers 1792 : Ibrahim II
- Après 1792-1804 : al-Khazan
- 1804-avant 1822 : Muhammad III
- Vers 1822 : 'Amar II
- Vers 1830 : Ibrahim III
- Vers 1831 : 'Ali IV ag al-Kabir
- Vers 1833 : 'Aisha
- Avant 1840-avant 1852 : 'Abd ar-Rahman
- Avant 1852-1852 : 'Abd al-Qadir III
- 1852-1854 : Sulayman IV